# Akebono (satellite)
Pour les articles homonymes, voir Akebono (homonymie).
Akebono ou EXOS-D est un satellite scientifique japonais développé par l'ISAS et lancé le 22 février 1989 à 07 h 00 TU par le lanceur M-3H # 2. Le satellite circule sur une orbite terrestre fortement elliptique (275 x 10 500 km) avec une inclinaison de 75° qu'il parcourt en 211 minutes. Il recueille des données sur le processus d'accélération des particules dans la magnétosphère qui donne naissance au phénomène des aurores polaires. Le satellite d'une masse de 295 kg a la forme d'un cylindre à 8 faces haut de 1 mètre et d'une largeur maximale de 126 cm auquel est fixé quatre panneaux solaires et plusieurs antennes dont l'une longue de 30 mètres.
Le satellite embarque 8 instruments scientifiques :
- Un magnétomètre triaxal fluxgate.
- Un  détecteur de champ électrique.
- Un détecteur d'ions à basse énergie.
- Un spectromètre d'ions suprathermiques.
- Un détecteur d'ondes à très basses fréquences.
- Un détecteur d'ondes à hautes fréquences.
- Une caméra en lumière visible et ultraviolet.

Hormis la caméra dont le détecteur CCD s'est fortement dégradé, tous les autres instruments sont encore opérationnels en 2009.